# 孙晶
孙晶（Sun Jing，1954年1月6日—），生于四川成都，祖籍山东济南。1983年本科毕业于四川大学哲学系；之后考入中国社会科学院研究生院，师从巫白慧研究员，1986年硕士毕业；1988年赴日本东京大学文学部学习印度哲学和梵文，师从前田专学教授，获论文博士。

## 生平
研究领域为印度哲学(吠檀多、因明、梵文)、佛学、《易经》。现任中国社会科学院哲学研究所东方哲学研究室主任、研究员、博士生导师。兼任中国社会科学院东方文化研究中心主任，中国社会科学院梵文研究中心副主任。主要社会兼职：国际易学联合会秘书长、中华逻辑学会因明专业委员会副主任、香港玄奘法师研究会秘书长、日本印度学佛教学会外籍会员。
主要著作有《亚洲和太平洋地区的哲学教学和研究》（UNESCO，合译 1988）,《月亮国的智慧》（主编 1997）,《中日文化交流事典》(参编 1992),《当代中国社会的伦理与价值》（合编 2002）,《东方著名哲学家评传——印度卷》（合著 2000）,《印度吠檀多不二论哲学》（2002）,《政治与伦理》（合编 2006）,《东方哲学史》（主编 2010），《印度六派哲学》（2011）等。发表学术论文30余篇。